# Eleição presidencial de Timor-Leste de 2007
A eleição presidencial timorense de 2007 foi realizada em duas voltas, em 9 de abril e 9 de maio. Foi a segunda eleição presidencial do país após a independência em 2002.
O país encontrava-se devastado, não tendo ainda conseguido alcançar o equilíbrio desde a independência. A campanha eleitoral foi marcada pela desordem e por alguma violência, havendo relatos de 19 hospitalizações em Díli, no último dia da mesma, devido a agressões à pedrada.
Estavam inscritos 522.933 eleitores que votaram nos treze municípios em que o país está dividido. O maior número de votantes está concentrado em Díli, a capital, logo seguida por Baucau, com 60.522.

## Candidatos
Entraram na corrida à Presidência oito candidatos, sete homens e uma mulher.
- Francisco Guterres "Lu Olo": 53 anos, natural de Ossú, presidente do Parlamento timorense, presidente da FRETILIN desde 2001.

- José Ramos-Horta: 58 anos, natural de Díli, Primeiro-ministro de Timor-Leste desde 2006, Prêmio Nobel da Paz de 1996.

- João Viegas Carrascalão: 62 anos, natural de Hatumassi, formado em Topografia e Agrimensura com especialização em Cartografia na Suíça, fundador e presidente da União Democrática Timorense (UDT) em 1974.

- Francisco Xavier do Amaral: 70 anos, natural de Manufahi, fundador e presidente da Associação Social Democrática Timorense.

- Avelino Coelho da Silva: 44 anos, natural de Manatuto, formado em Relações Internacionais e Direito na Indonésia, apoiado pelo Partido Socialista Timorense (PST).

- Manuel Tilman: 60 anos, natural de Maubisse, advogado, professor e deputado, apoiado pelo Partido Kota.

- Lúcia Lobato: 38 anos, natural de Liquiçá, advogada e assessora jurídica, deputada pelo Partido Social Democrata.

- Fernando 'Lasama' de Araújo: 44 anos, natural de Manutasi, presidente do Partido Democrático.

## Resultados

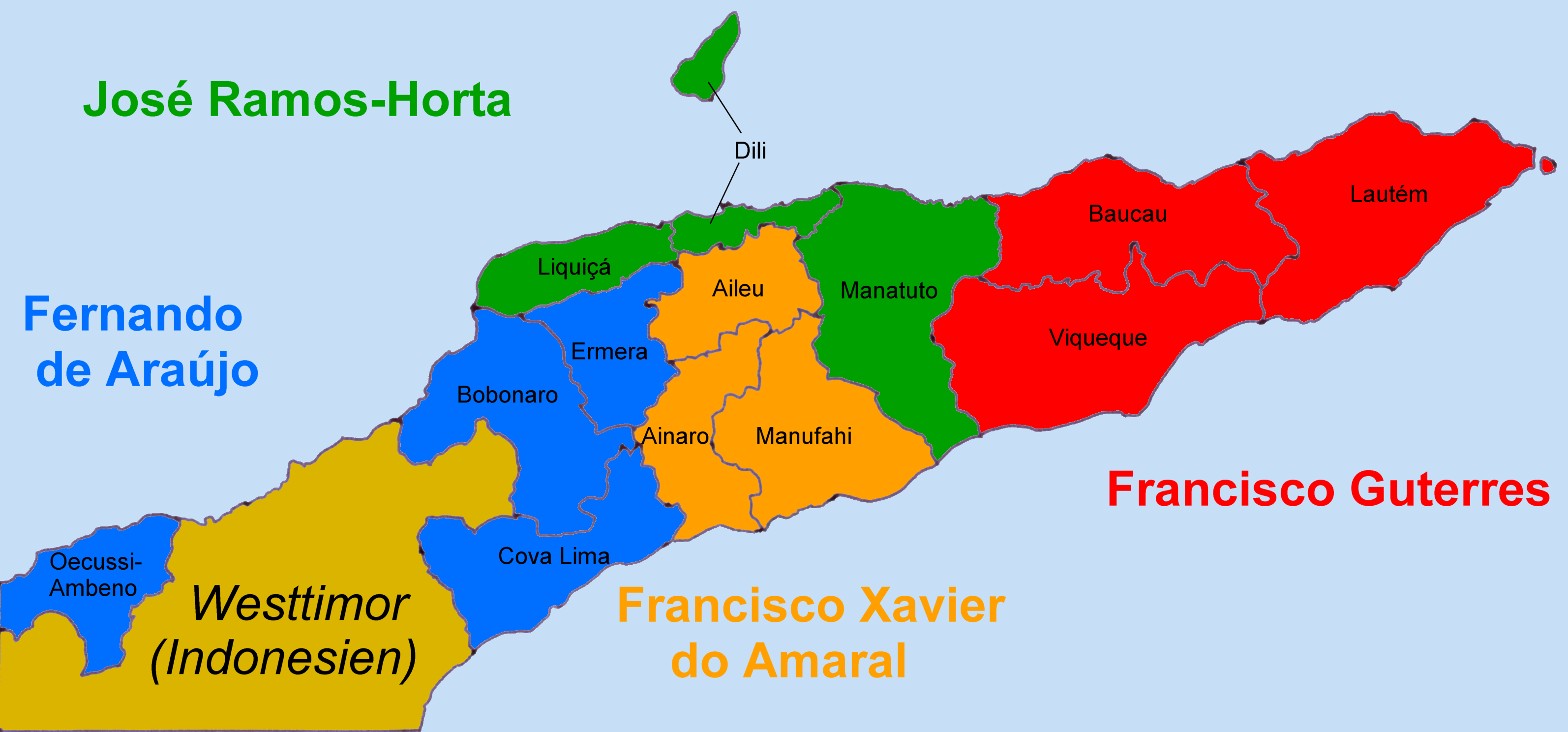
Resultados da primeira volta

A primeira volta foi realizada no dia 9 de abril de 2007.
Em 18 de Abril, a Comissão Eleitoral indicou uma segunda volta entre os candidatos Francisco Guterres e José Ramos-Horta. Perante estes resultados, José Ramos-Horta decidiu suspender o seu cargo de primeiro-ministro até a segunda volta das eleições, que ocorreu no dia 9 de maio.
Todos os candidatos da primeira volta, com exceção de Manuel Tilman, deram apoio à candidatura de Ramos-Horta.
José Ramos-Horta venceu as eleições com uma maioria de 69,18% dos votos expressos e sem contestação por parte da oposição.
Ao tomar posse no dia 20 de maio de 2007 tornou-se o segundo presidente da República Democrática de Timor-Leste, sucedendo Xanana Gusmão, de quem recebeu apoio para esta eleição.
| Candidato(a)                            | Partido                                 | 1.ª volta | 1.ª volta | 2.ª volta      | 2.ª volta      |
| Candidato(a)                            | Partido                                 | Votos     | %         | Votos          | %              |
| --------------------------------------- | --------------------------------------- | --------- | --------- | -------------- | -------------- |
| Francisco Guterres                      | FRETILIN                                | 112 666   | 27,89%    | 127 342        | 30,82%         |
| José Ramos-Horta                        | Independente                            | 88 102    | 21,81%    | 285 835        | 69,18%         |
| Fernando de Araújo                      | PD                                      | 77 459    | 19,18%    | Não participou | Não participou |
| Francisco Xavier do Amaral              | ASDT                                    | 58 125    | 14,39%    | Não participou | Não participou |
| Lúcia Lobato                            | PST                                     | 35 789    | 8,86%     | Não participou | Não participou |
| Manuel Tilman                           | PK                                      | 16 534    | 4,09%     | Não participou | Não participou |
| Avelino Coelho da Silva                 | PST                                     | 8 338     | 2,06%     | Não participou | Não participou |
| João Viegas Carrascalão                 | UDT                                     | 6 928     | 1,72%     | Não participou | Não participou |
| Total de votos válidos                  | Total de votos válidos                  | 403 941   | 100,00%   | 413 177        | 100,00%        |
| Total de votos válidos                  | Total de votos válidos                  | 403 941   | 94,56%    | 413 177        | 97.34          |
| Votos inválidos/em branco               | Votos inválidos/em branco               | 23 257    | 5,44%     | 11 298         | 2,66%          |
| Total de votos                          | Total de votos                          | 427 198   | 100,00%   | 424 475        | 100,00%        |
|                                         |                                         |           |           |                |                |
| Eleitores registados/afluência às urnas | Eleitores registados/afluência às urnas | 522 933   | 81,69%    | 524 073        | 81,00%         |
| Fonte: IFES, ANFREL                     |                                         |           |           |                |                |